# Ivan Gams
Ivan Gams, slovenski geograf, krasoslovec in akademik, * 5. julij 1923, Slovenj Gradec, † 10. marec 2014, Ljubljana.
Gams je leta 1951 diplomiral iz geografije na Prirodoslovno-matematični fakulteti v Ljubljani in se zaposlil na Inštitutu za geografijo SAZU. Doktoriral je leta 1956 z disertacijo Pohorsko Podravje – razvoj kulturne pokrajine . Januarja 1959 je bil promoviran za doktorja znanosti na Prirodoslovni fakulteti. Leta 1962 je prestopil v Inštitut za raziskovanje krasa SAZU v Postojni kot višji znanstveni sodelavec. Aprila 1966 je nastopil službo na Inštitutu za geografijo Univerze v Ljubljani, decembra 1966 pa je bil izvoljen za izrednega profesorja in 1972 za rednega profesorja fizične geografije na Oddelku za geografijo Filozofske fakultete, kjer je bil 2 leti predstojnik in dolgoletni vodja katedre za fizično geografijo. Leta 1978 je bil izvoljen za dopisnega in 1985 za rednega člana SAZU. 
Med letoma 1984 in 1994 je bil tudi urednik Acta carsologica in Geografskega zbornika. Poleg tega je bil predsednik Jamarskega društva Slovenije (1962-74), Geografskega društva Slovenije (1969-72) ter upravnik (1981-83), nato pa do 1995 predsednik znanstvenega sveta Geografskega inštituta Antona Melika ZRC SAZU.  
Kot raziskovalec se je Ivan Gams ukvarjal s fizično geografijo, največ s krasom in postal najbolj znan in upoštevan slovenski krasoslovec. Dopolnil je geografsko regionalizacijo Slovenije in preučeval geoekološko in klimatsko rajonizacijo Slovenije ter geomorfologijo nekaterih predelov Slovenije. Na klimatogeografskem področju je raziskoval je tudi temperaturne razmere in temperaturni obrat v vrtačah, kraških poljih in v kotlinah. S pomočjo razvrstitve vremenskih postaj po relativni višini je dokazal vseslovenski obstoj najtoplejšega, termalnega pasu. Ugotavljal je vzroke za nihanje Triglavskega ledenika in sodeloval pri meritvah alpskih jezer. Na področju naravnih nesreč še zdaj sodeluje pri preučevanju in je leta 1983 uredil prvi zbornik Naravne nesreče v Sloveniji. 
Najvidnejše rezultate je Gams dosegel pri tipizaciji kraških polj, preučevanju kraške erozije, oblik kontaktnega krasa in morfologije kapnikov. Bil je pobudnik za ustanovitev Mednarodne speleološke zveze in je tudi vodil priprave za sklic zbora, na katerem je bila 1965 v Ljubljani ta organizacija ustanovljena. 1977-81 je bil predsednik komisije za kraško denudacijo pri Mednarodni speleološki zvezi, pozneje pa je pri mednarodni geografski zvezi vodil študijsko skupino Človekov poseg v kras. Dal je tudi iniciativo in tudi sam aktivno sodeloval pri nastanku geomorfološke karte Jugoslavije v merilu 1 : 500.000 in sodeloval tudi pri nastajanju njene legende ter legende za merilo 1 : 100.000. Je tudi soavtor treh listov geomorfološke karte Evrope v merilu 1: 2,500.000.
V 70. in 80. letih 20. stoletja je Gams odigral pomembno vlogo pri preusmeritvi in posodobitvi hrvaške geomorfologije z uvajanjem sistematičnega geomorfološkega kartiranja hrvaškega ozemlja, izobraževanjem novih strokovnjakov na zagrebški univerzi in uvajanjem novih metod znanstvenega preučevanja.
DELA: Pohorsko Podravje (1959); Slovenska kraška terminologija (soavtor 1973); Kras (1974); Geografske značilnosti Slovenije (1983); Osnove pokrajinske ekologije (1986); Kras v Sloveniji v času in prostoru (2003).
MONOGRAFIJA "Ne damo se!" : Ivan Gams in slovenska geografiija (ur. Matija Zorn in Darko Ogrin), SM, 2024.

## Nagrade
- nagrada Sklada Borisa Kidriča - za knjigo Kras (1975)
- dopisni (izredni) član SAZU (1978)
- častni član madžarskega in srbskega geografskega društva
- častni predsednik jugoslovanskih geomorfologov
- redni član SAZU (1985)
- red dela z zlatim vencem (1987)
- zaslužni profesor Univerze v Ljubljani (1993)
- član Evropske akademije znanosti in umetnosti (1993)
- častni predsednik Zveze geografskih društev Slovenije (1996)
- zlata značka civilne zaščite - za sodelovanje pri reviji za naravne nesreče Ujma
- častni član ZRC SAZU (2005)
- zlati red za zasluge Republike Slovenije (2005)